# Parablennius tasmanianus
Parablennius tasmanianus es una especie de pez de la familia Blenniidae en el orden de los Perciformes.

## Morfología
Los machos pueden llegar a alcanzar los 13 cm de longitud total.

## Distribución geográfica
Se encuentra al sudeste de Australia.